# P4 Dans
P4 Dans är ett dansbandsinriktat program i Sveriges Radio P4, som sänds på söndagar. Programmet hade premiär den 2 maj 2008. Programmet har under åren haft lite olika utformning. Programledare var Thomas Deutgen mellan 2008 och 2020. För att minska opartiskhet gjorde de om programmet 2020 förändrades formatet så att dansbandsprofiler från hela landet är programvärdar, berättar om sig själv, sin musik och spelar sin bästa dansmusik. Programmet har runt  390 000 lyssnare varje vecka.

### Fotnoter
1. ↑  ”Kalas”. Sveriges Radio. 2 maj 2008. https://smdb.kb.se/catalog/id/002275106. Läst 8 april 2011.
2. 1 2 3  https://www.expressen.se/noje/profilen-sparkas-av-sr-har-for-mycket-makt/